# Podział administracyjny Vanuatu
Vanuatu od 1994 podzielone jest na sześć prowincji (w nawiasie stolice prowincji):
| Nazwa prowincji | Stolica    | Liczba ludności | Powierzchnia | Źródło |
| --------------- | ---------- | --------------- | ------------ | ------ |
| Malampa         | Lakatoro   | 36 722          | 2779 km2     | [ 1 ]  |
| Penama          | Longana    | 32 534          | 1198 km2     | [ 2 ]  |
| Sanma           | Luganville | 54 184          | 4248 km2     | [ 3 ]  |
| Shefa           | Port Vila  | 78 723          | 1455 km2     | [ 4 ]  |
| Tafea           | Isangel    | 32 540          | 1628 km2     | [ 5 ]  |
| Torba           | Sola       | 9500            | 882 km2      | [ 6 ]  |

## Historyczne podziały administracyjne
W latach 1985–1994 Vanuatu podzielone było na 11 regionów (w nawiasie stolice regionów):
- Ambae i Maéwo (Longana)
- Ambrim (Eas)
- Wyspy Banksa i Torres (Sola)
- Éfaté (Port Vila)
- Épi (Ringdove)
- Malekula (Lakatoro)
- Paama (Liro)
- Wyspy Pentecost (Loltong)
- Espiritu Santo i Malo (Luganville)
- Wyspy Shepherd (Morua)
- Taféa (Isangel)

W okresie kolonialnym oraz tuż po uzyskaniu niepodległości, między 1968 a 1985, Vanuatu (w czasach kolonialnych znane jako Nowe Hebrydy) podzielone były na 4 obszary:
- Efaté
- Malékoula
- Santo
- Tanna